# Neoramia allanae
Neoramia allanae là một loài nhện trong họ Agelenidae.
Loài này thuộc chi Neoramia. Neoramia allanae được miêu tả năm 1973 bởi Raymond Robert Forster & Wilton.